# 3andak dough
3andak dough is een lied van de Nederlandse rapper 3robi. Het werd in 2021 als single uitgebracht en stond in hetzelfde jaar als veertiende track op de deluxeversie van het album Jonge jongen naar de top 2.

## Achtergrond
3andak dough is geschreven door Anass Haouam en Yassine Haouam en geproduceerd door YassineBeats. Het is een nummer dat past in de genres nederhop en trap. In het lied rapt 3robi over verschillende dingen die hem bezighouden, zoals zijn haters, zijn uitdagingen en hoe hij zich soms afsluit van anderen. Het was de eerste succesvolle single van 3robi uit 2021. 

## Hitnoteringen
De artiest had bescheiden succes met het lied in Nederland. Het stond op de 77e plaats van de Single Top 100 in de enige week dat het in deze hitlijst te vinden was. De Top 40 en haar Tipparade werden niet bereikt. 